# سلطان خان
سُلطان خان هو عبارة عن خان يعود لزمن السلاجقة في القرن الثالث عشر، يقع في بلدة سلطان خاني في مقاطعة آق سراي بتركيا. وواحد من ثلاثة بيوت متنقلة ضخمة في حي آق سراي يقع على بُعد 40 كيلومتر (25 ميل) غرب آق سراي على الطريق باتجاه قونية .

## التاريخ
تم بناء هذا الهيكل المُحصن عام 1229 (مؤرخ بالنقش)، في عهد السلطان السلجوقي كيقباد الأول (1220-1237)، من قبل المُهندس المعماري السوري محمد بن خلوان الدمشقي على طول طريق أوزون يولو التجاري، المؤدي من قونية إلى آق سراي والاستمرار إلى بلاد فارس. بعد أن دمرها حريق جزئيًا، تم ترميمها وتوسيعها عام 1278 من قبل الحاكم سر الدين أحمد كريم الدين بن الحسن في عهد السلطان كيخسرو الثالث.

## الوصف
تعتبر الخان من أفضل الأمثلة على العمارة السلجوقية في تركيا، ويُغطي مساحة 4900 متر مربع، وهو أكبر خان من العصور الوسطى في تركيا.
يتم الدخول إلى الخان من الشرق، من خلال إيوان، وهو بوابة ارتفاعها 13 مترًا مصنوعة من الرُخام، وتبرز من الجدار الأمامي (عرضه 50 مترًا). القوس المُدبب الذي يحيط بالبوابة مُزخرف بمقرنصات وضفائر منقوشة هندسياً. تؤدي هذه البوابة الرئيسية إلى صحن مفتوح 44 × 58 م كان يُستخدم في الصيف. ويؤدي ممر مُزخرف بشكل مشابه على الجانب الآخر من الفناء المفتوح إلى فناء مُغطى (إيوان)، مع محراب مقرنصات، وفقرات من لبنة العقد وتصميمات هندسية متشابكة، حيث كان مُخصصًا للاستخدام في فصل الشتاء. يحتوي الممر المركزي للقاعة المُغطاة على سقف مُقبب أسطواني مع أضلاع عرضية، مع برج قصير مُغطى بقبة فوق وسط القبو. تحتوي القبة على كوة لتزويد القاعة بالهواء والضوء.
يقع مسجد كشك الحجري المربع ( köşk mescidi ) في منتصف الفناء المفتوح، . يدعم المسجد في الطابق الثاني بناء أربعة عقود منحوتة مقببة أسطوانية، وتحتوي قاعة الصلاة الصغيرة بالمسجد على محراب غني بالزخارف (علامة اتجاه القبلة)، وتضاء من خلال نافذتين. تم وضع الإسطبلات مع أماكن الإقامة أعلاه في الأروقة على جانبي الفناء الداخلي.

## المعرض

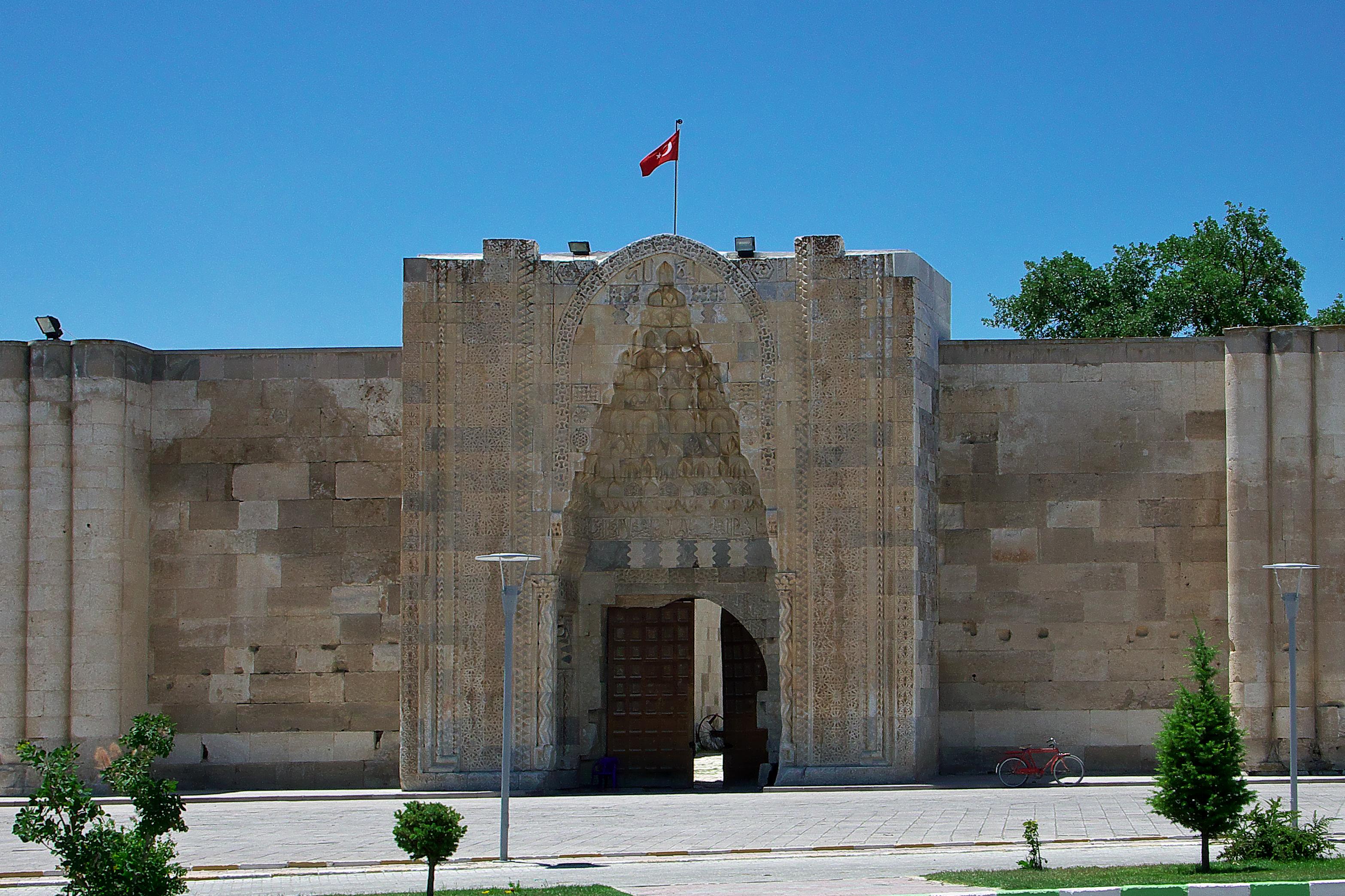
بوابة المدخل الرئيسي
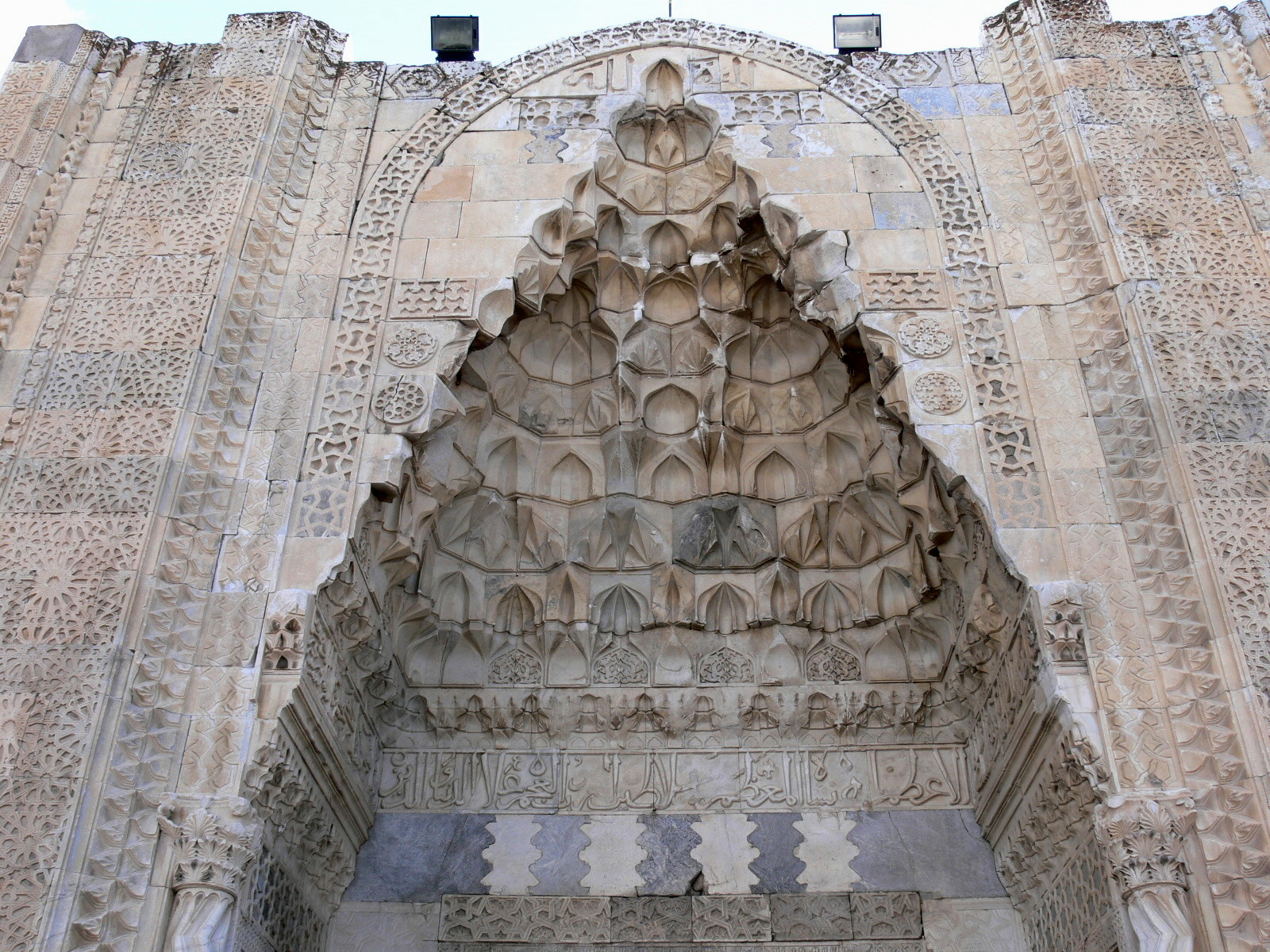
قنطرة المقرنصات من البوابة الرئيسية
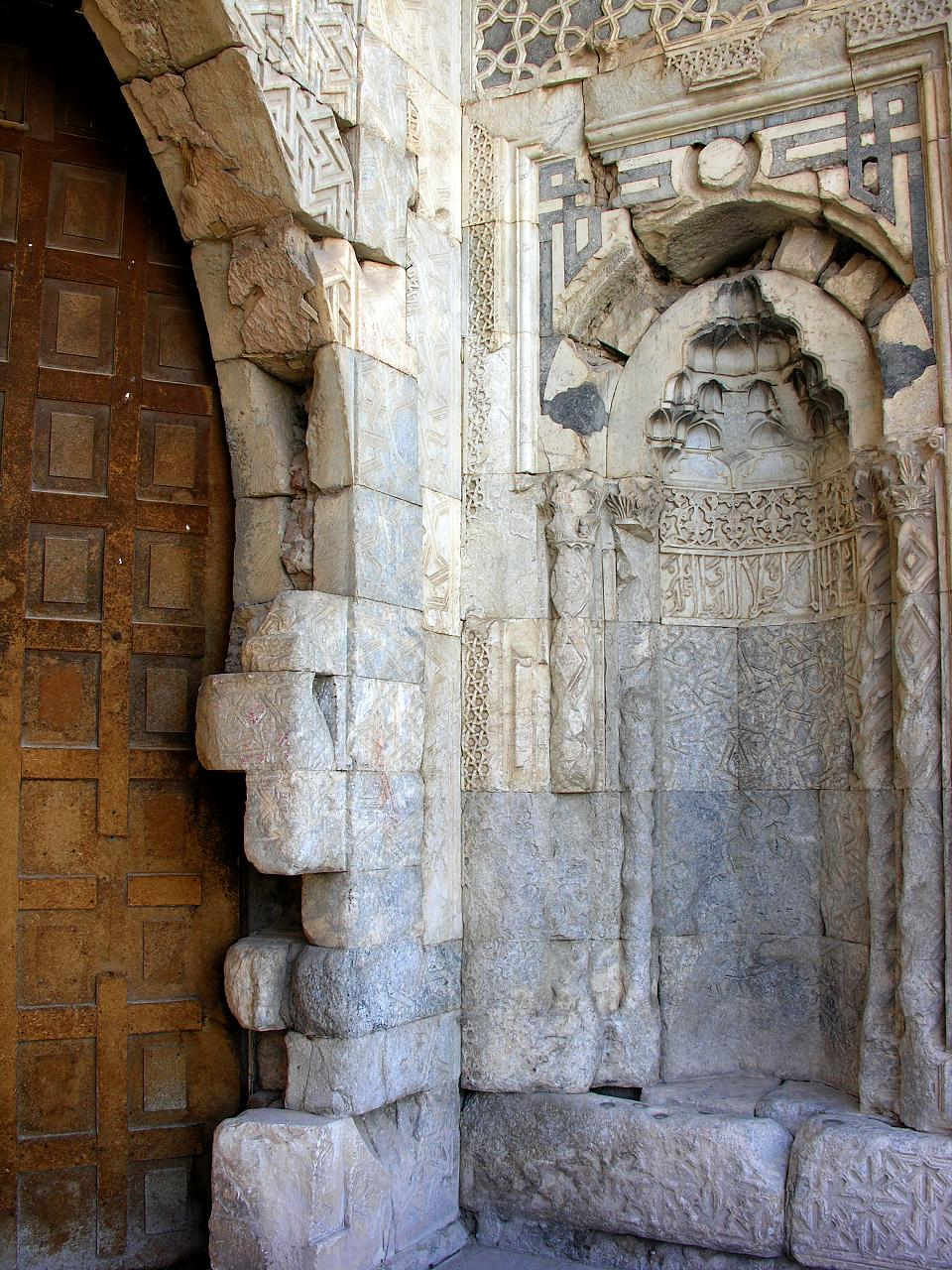
مكانة الديكور في البوابة الرئيسية
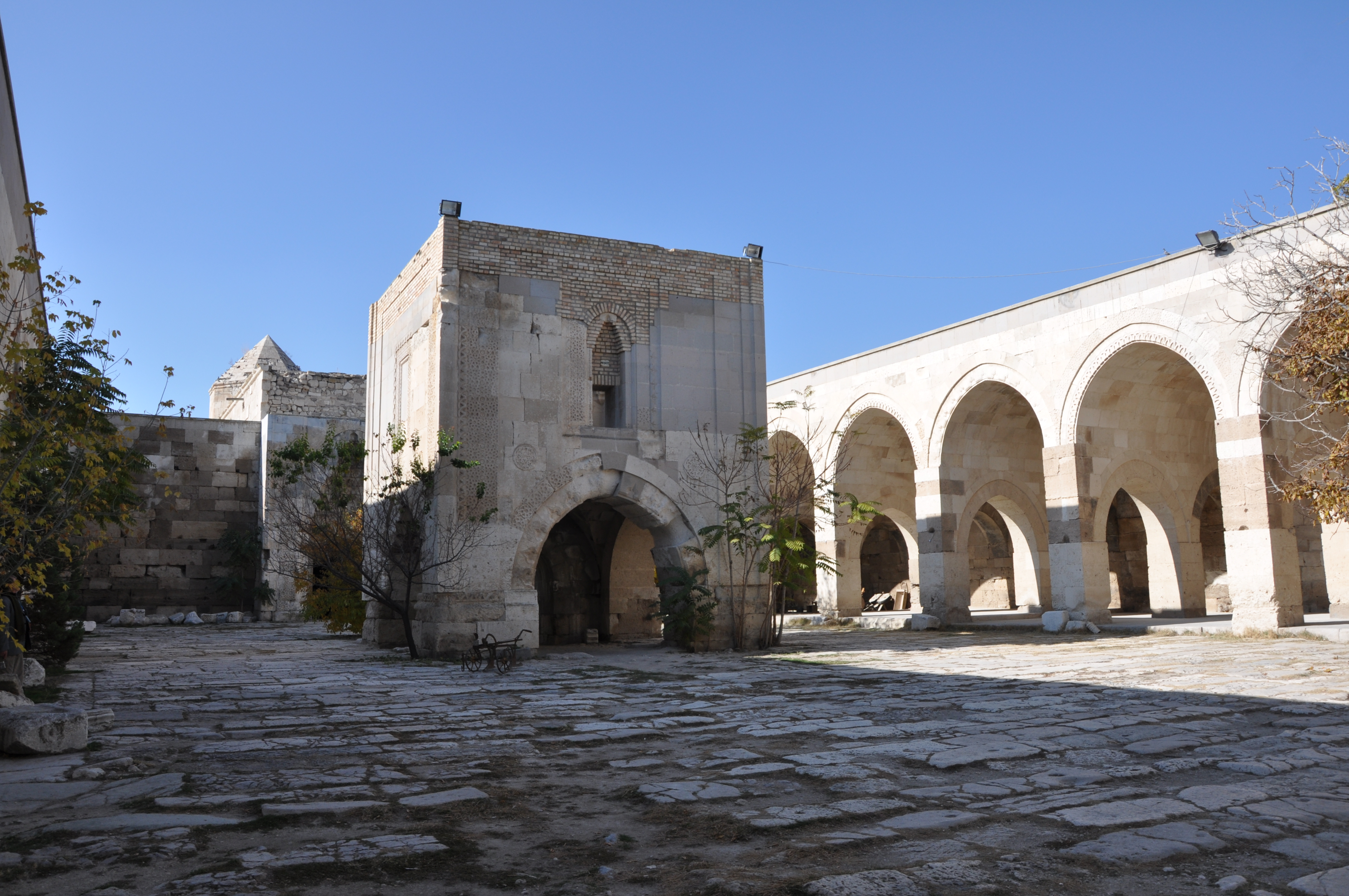
الفناء الداخلي الرئيسي
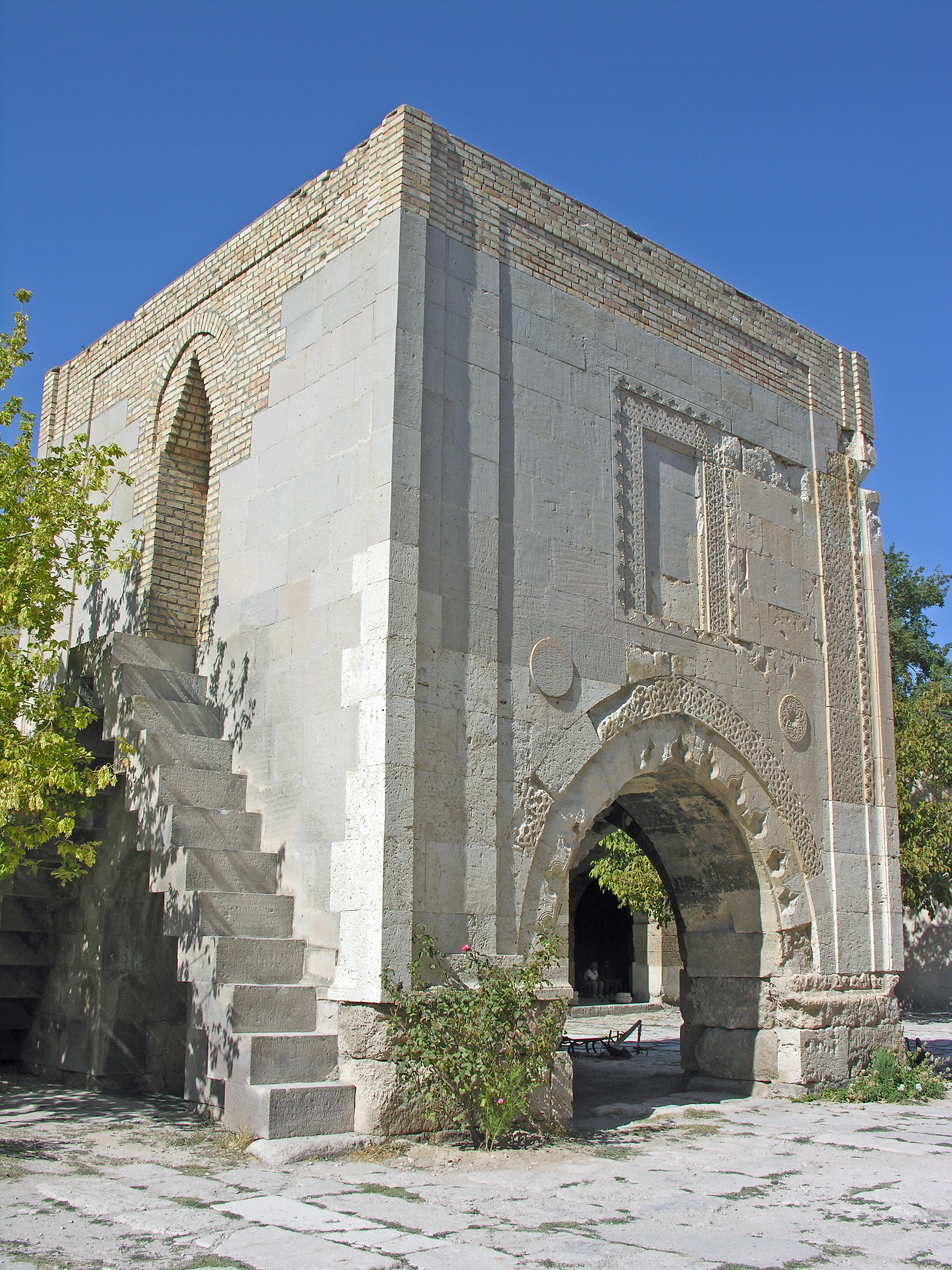
كشك حجري مُربع - مسجد السلطان خان
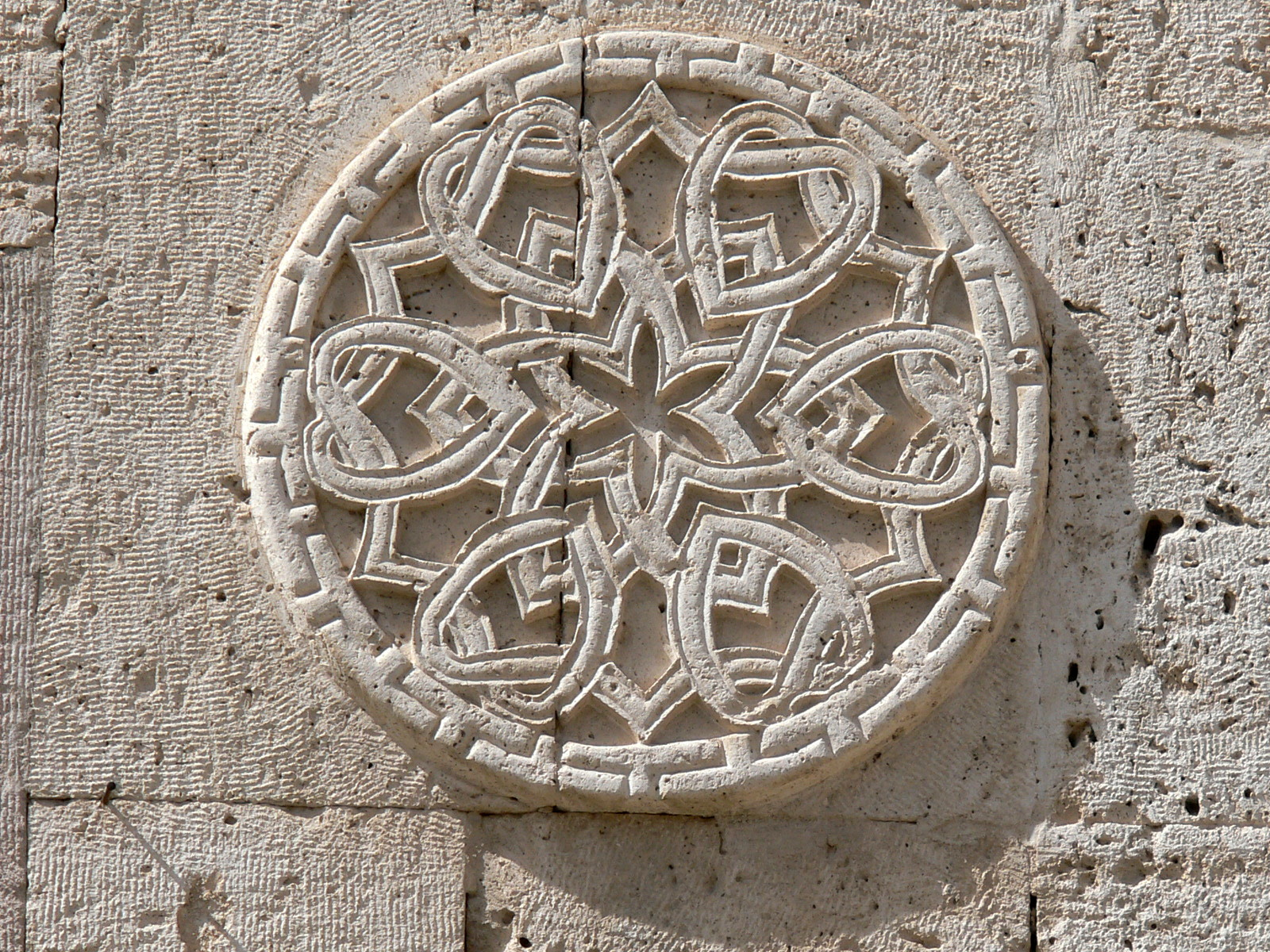
تفاصيل الأعمال الحجرية المزخرفة في مسجد الكشك
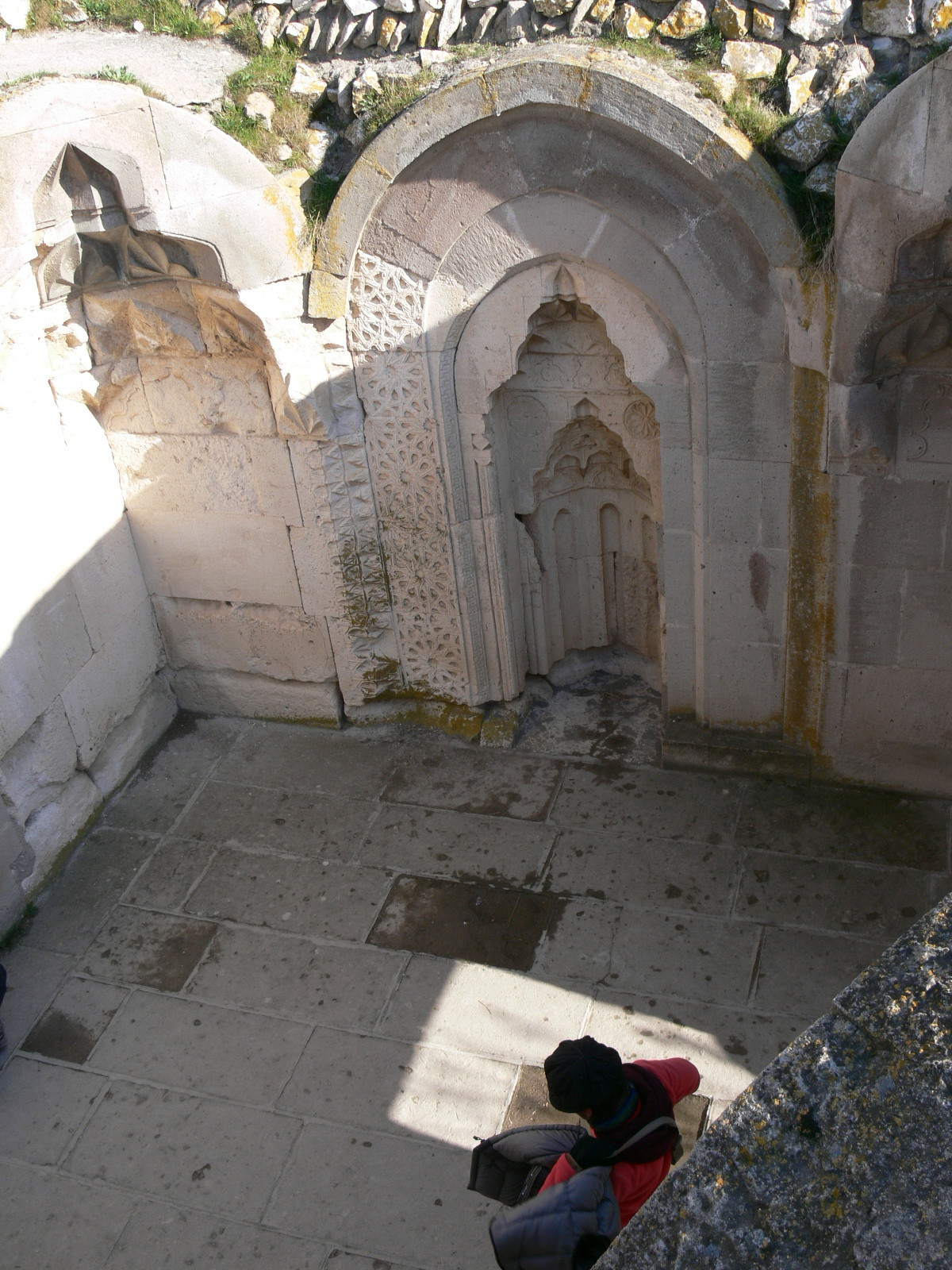
داخل المسجد بما في ذلك المحراب
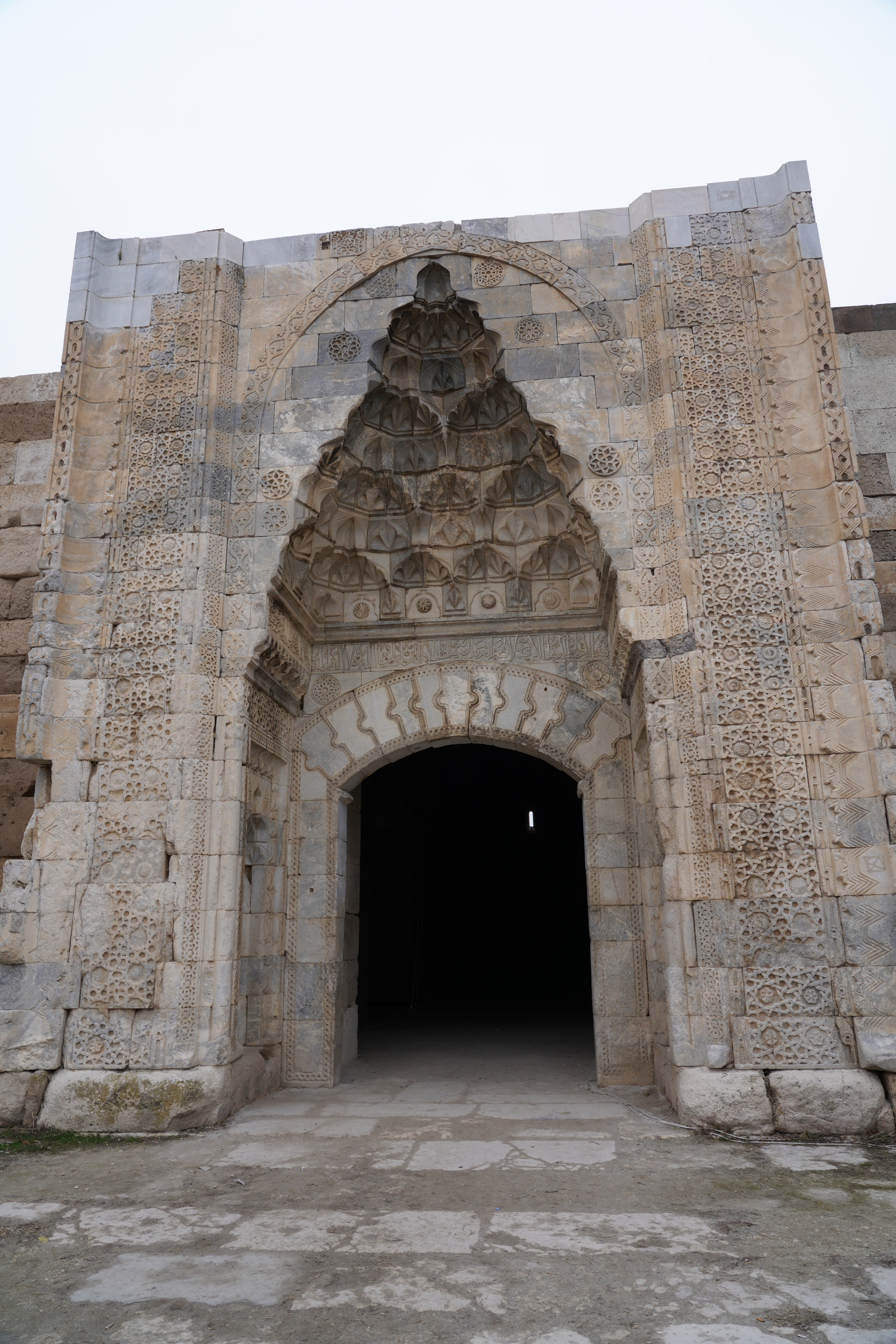
بوابة الدخول للغرف الداخلية (الشتوية)
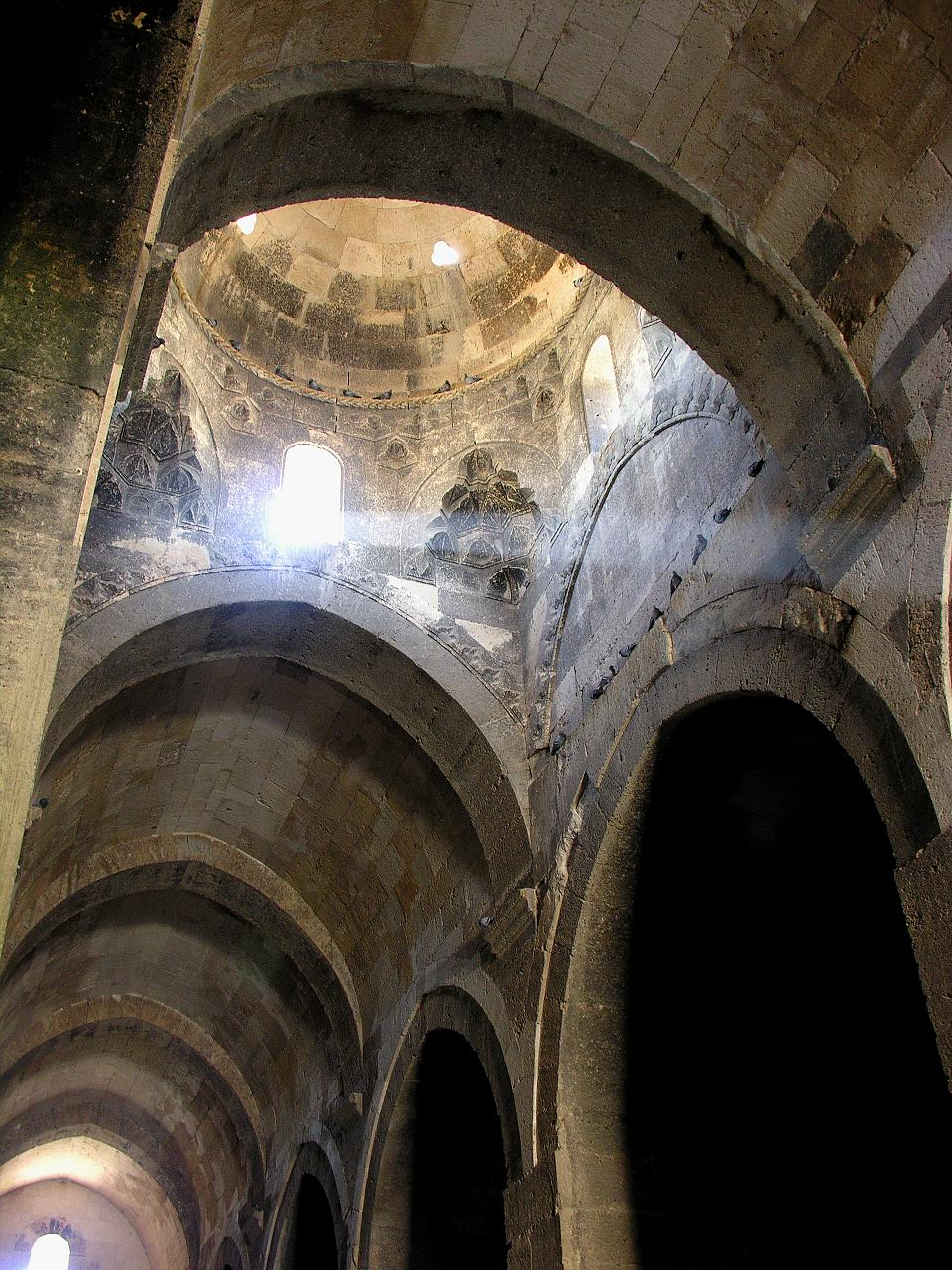
الخزائن والقبة في الحجرات الداخلية (الشتوية)

## روابط خارجية
- سلطان خان أق سراي